# Rêves de rêves
Rêves de rêves (en italien, Sogni di sogni) est un roman italien d'Antonio Tabucchi.
Publié en 1992 en Italie aux éditions Sellerio, sa traduction française  par Bernard Comment est publiée en 1994 chez l'éditeur Christian Bourgois.

## Synopsis
Le roman est rédigé en vingt chapitres qui décrivent des rêves fictifs de personnalités. Le dernier chapitre fait une brève biographie de chacun des rêveurs.

## Personnages
- Dédale dans: Rêve de Dédale, architecte et aviateur.
- Publius Ovidius Naso dans: Rêves de Publius Ovidius Naso, poète et courtisan.
- Lucius Apulée dans: Rêve de Lucius Apulée, écrivain et mage.
- Cecco Angiolieri dans: Rêve de Cecco Angiolieri, poète et blasphémateur.
- François Villon dans: Rêve de François Villon, poète et malfaiteur.
- François Rabelais dans: Rêve de François Rabelais, écrivain et moine défroqué.
- Michelangelo Merisi dans: Rêve de Michelangelo Merisi, dit le Caravage, peintre et homme irascible.
- Francisco Goya y Lucientes dans: Rêve de Francisco Goya y Lucientes, peintre et visionnaire.
- Samuel Taylor Coleridge dans: Rêve de Samuel Taylor Coleridge, poète et opiomane.
- Giacomo Leopardi dans: Rêve de Giacomo Leopardi, poète et lunatique.
- Carlo Collodi dans: Rève de Carlo Collodi, écrivain et censeur de théâtre.
- Robert Louis Stevenson dans: Rêve de Robert Louis Stevenson, écrivain et voyageur.
- Arthur Rimbaud dans: Rêve d'Arthur Rimbaud, poète et vagabond.
- Anton Pavlovitch Tchekhov dans: Rêve d'Anton Tchekhov, écrivain et médecin.
- Claude Achille Debussy dans: Rêve d'Achille Claude Debussy, musicien et esthète.
- Henri de Toulouse-Lautrec dans: Rêve d'Henri de Toulouse-Lautrec, peintre et homme malheureux.
- Fernando Pessoa dans: Rêve de Fernando Pessoa, poète et simulateur.
- Vladimir Maïakovski dans: Rêve Vladimir Maïakovski, poète et révolutionnaire.
- Federico Garcia Lorca dans: Rève de Federico Garcia Lorca, poète et antifasciste.
- Sigmund freud dans: Rêve du docteur Sigmund Freud, interprète des rêves d'autrui.